# Schloss Juliusburg

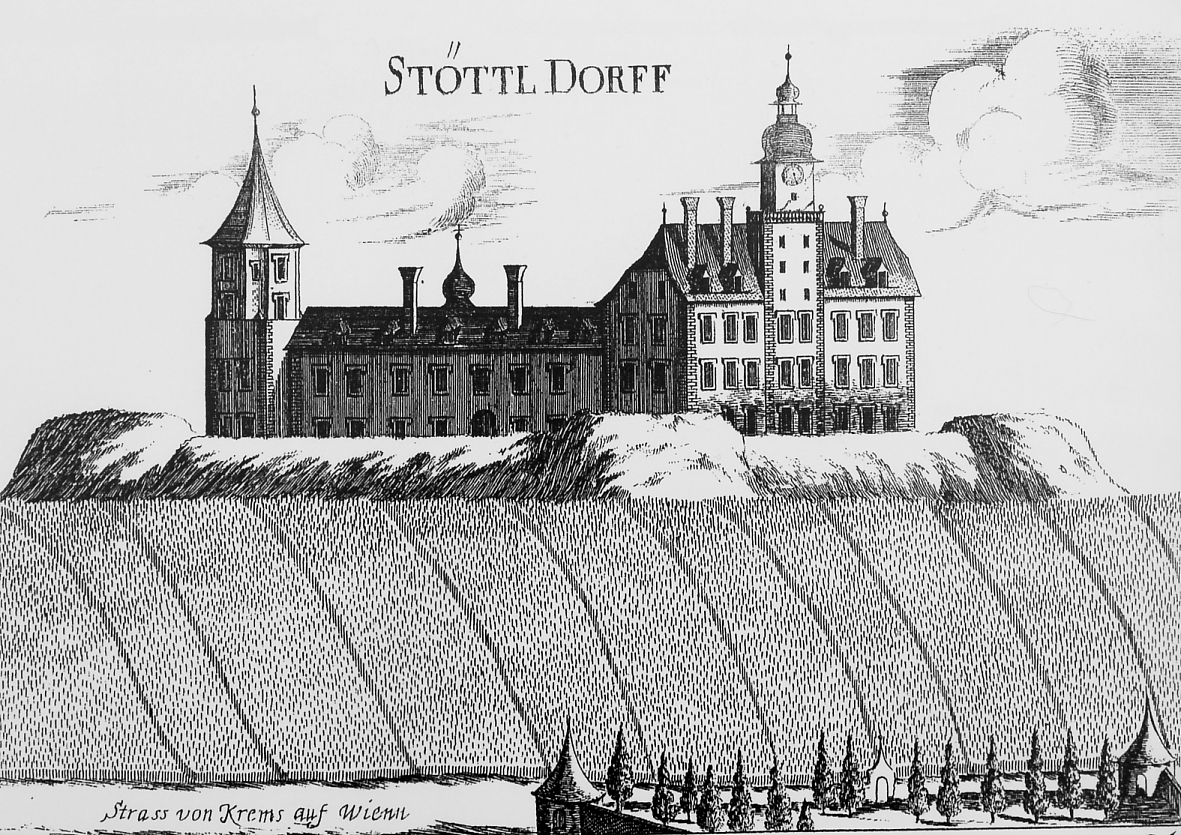
Stöttldorff – ein Stich aus dem Jahr 1672 von Georg Matthäus Vischer

Das Schloss Juliusburg (oder Schloss Stetteldorf) steht in Stetteldorf am Wagram, im südwestlichen Weinviertel in Niederösterreich, auf der Wagramkante.

## Geschichte
Graf Julius II. zu Hardegg ließ das Schloss 1588 erbauen, nachdem er 1582 die Herrschaft und den Markt Stetteldorf von der Familie Starhemberg erworben hatte. Baumeister war Andreas Piazoll. Bereits zuvor hatte er hier eine Schäferei, einen Schüttkasten und eine Mühle errichtet und mit dem Schloss schuf er sich einen standesgemäßen Wohnsitz, den er nach sich nannte. Es gab an dieser Stelle keinen Vorgängerbau.
Nachdem 1593 Julius II gestorben war, ließ Graf Georg Friedrich Hardegg 1596 das Schloss an drei Seiten mit einem Wehrgraben umgeben und drei Rondelle anlegen. Für die Neuanlage des berühmten Schlossgartens stellte er sogar einen Gärtner aus Vincenza an. Unter dem Wagram legte er 1602 den Hofgarten an. Darin standen laut Schweickhardt, BUMB. VI ein Lusthaus, ein Jägerhaus und eine Einsiedelei. Zum Lustwandeln gab es bekieste Spazierwege, Wasserbecken und Springbrunnen mit Statuen. Eine Mauer, die mit Rundtürmen mit Spitzdach und Portalen ausgestattet war, diente als Einfriedung. Ein Stich aus dem Jahre 1672 und das Fresko im Festsaal des Schlosses von Johann Melchior Thalmann aus der ersten Hälfte des 18. Jahrhunderts geben uns jetzt noch Zeugnis davon. Trotz dieser Befestigungen wurde das Schloss beim Schwedeneinfall des Jahres 1645 von den Truppen Lennart Torstenssons arg geplündert. 1675 wurde dieser prächtige Garten von Kaiser Leopold I. und seiner Gattin besichtigt. Graf Georg Friedrich unterhielt auch ein mit hohen Kosten verbundenes Gestüt in Schmida.
Der Sobieskitrakt mit dem ehemaligen Turm erinnert an den 1683 im Schloss abgehaltenen Kriegsrat, bei dem der Polenkönig Jan Sobieski, Herzog Karl von Lothringen und deutsche Fürsten die Befreiung Wiens von den Türken planten.
Unter Johann Julius IV Graf Hardegg übernahm der Architekt Johann Jacob Castelli 1705 bis 1709 die barocke Umgestaltung der Anlage, die Johann Lukas von Hildebrandt beenden konnte. Von ihm stammt das mächtige Doppeltor durch den Wall. 1749 beschädigte ein Erdbeben das Schloss schwer, sodass in der Folge der dreigeschoßige, mit einer Welschen Haube barockisierte Turm des Schlosses abgetragen werden musste. Beim barocken Umbau wurde auf die Statik des Schlosses nicht viel Rücksicht genommen, sodass es diesbezüglich zu Problemen kam. Diese konnten zum Glück bei der Restaurierung, ab etwa 2008, behoben werden.
In den 1950er Jahren wurden im größten Saal des Schlosses, dem Spielzimmer, so genannt, weil darin früher Federball gespielt wurde, Wandmalereien entdeckt und freigelegt. Die Malereien stellen die Besitztümer der älteren Linie der Familie Hardegg dar. Die damalige Eigentümerin, Gräfin Mechthild von Hardegg, geb. Freiin von Sturmfeder, hatte eine künstlerische Hand, sie restaurierte die Malereien selbst. Die Gräfin war die kinderlose Witwe des letzten Majoratsherrn Johann Friedrich von Hardegg in Stetteldorf, er ist in den letzten Kriegstagen 1945 gefallen.
Zu Kriegsende 1945 wurde das Schloss geplündert und verwüstet. Unersetzliche Kunstwerke und die prächtige Inneneinrichtung inklusive das Archiv gingen verloren. Nach dem Tod der Gräfin Mechthild Hardegg bewohnte ihre Nichte und Pflegetochter Kunigund Sturmfeder das Schloss. Die Gräfin hatte es bereits zu Lebzeiten auf Leibrente an Georg Stradiot (vormals Maier) verkauft, den Enkel einer Stetteldorfer Hardegg. Er erwarb auch den Haghof in Wolfpassing und von einem weiteren Hardegger Erben das Schloss Schmida. Ferner kaufte er die Burg Marsbach. Erst 60 Jahre nach Kriegsende konnte das Schloss Juliusburg durch seinen neuen Besitzer mit großem Aufwand gerettet werden. Für den Erwerb beider Erbteile und die kostspielige Renovierung des Schlosses wurde der meiste Grundbesitz des ehemaligen Fideikommiss Stetteldorf wieder weiterverkauft.

## Baubeschreibung

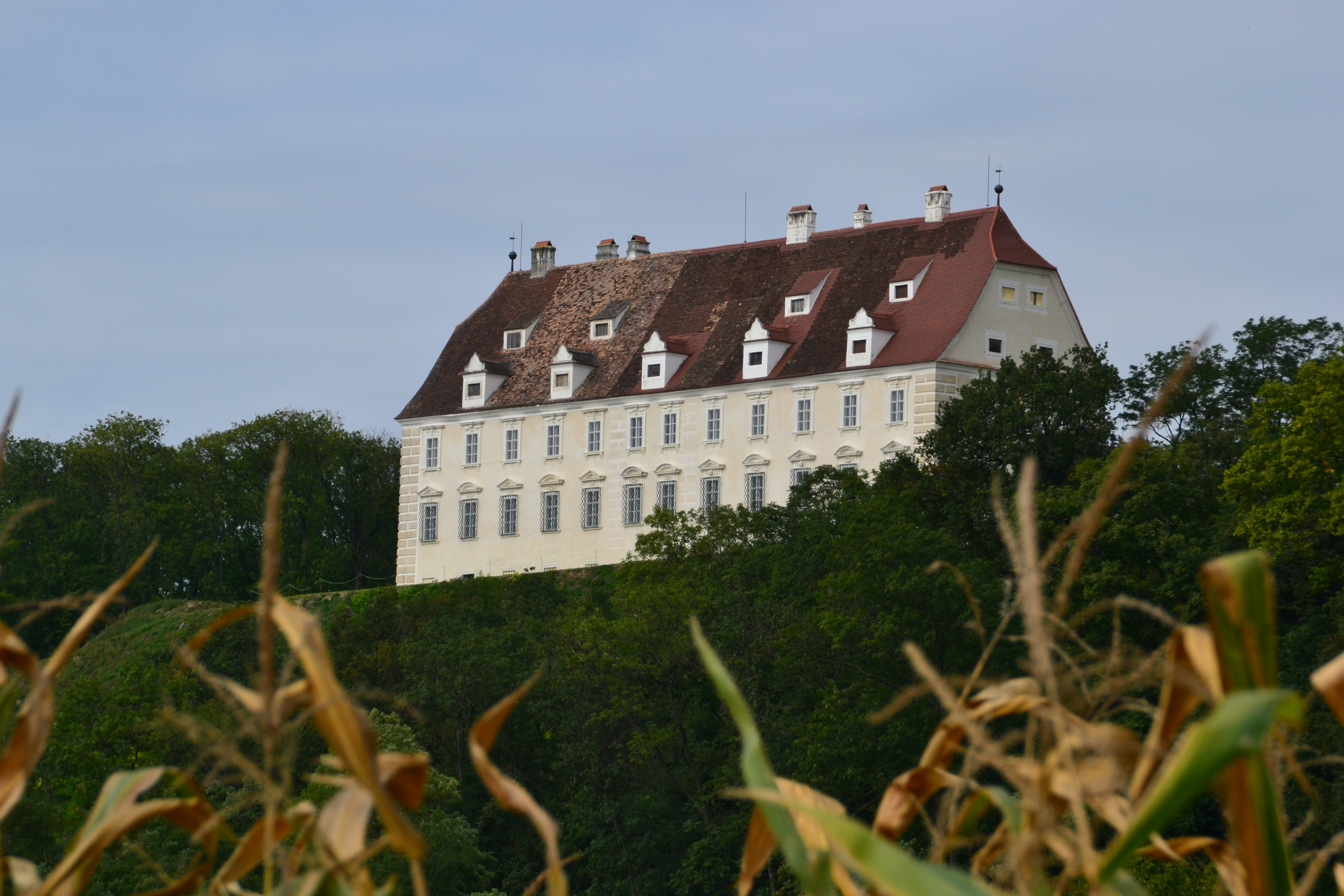
Der Haupttrakt an der Wagramkante

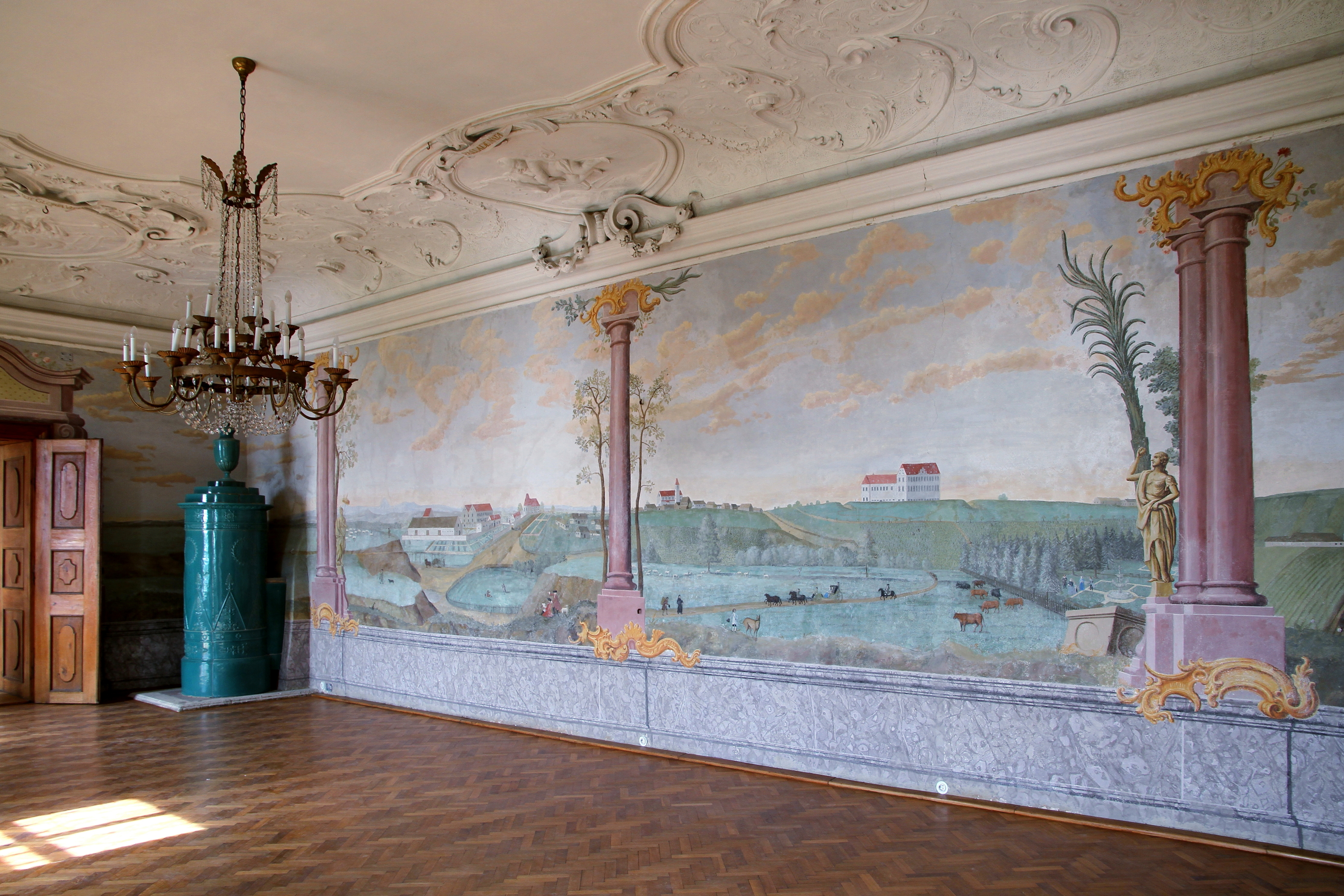
Zimmer im 1. Stock des Haupttraktes mit Wandmalerei und Stuckdecke

### Außen
Die im Kern aus der Renaissance stammende Anlage mit L-förmigem Grundriss steht östlich des Ortes Stetteldorf am südlichen Rand des steil abfallenden Wagrams. Die angeschlossenen niedrigen Wirtschaftsgebäude umschließen gemeinsam mit den beiden Gebäudetrakten des Schlosses einen annähernd quadratischen Hof.
Der langgestreckte dreigeschoßige Haupttrakt mit seiner 1705 bis 1709 in barockem Stil umgestalteten Fassade und hohem Schopfwalmdach ist mit 1588 bezeichnet und bildet den südlichen Abschluss der Anlage zum Rand des Wagrams hin.

### Innen

#### Haupttrakt
Die Räume des Erdgeschoßes haben vorwiegend Kreuzgratgewölbe mit Putzgraten, die sich teilweise über toskanischen Halbsäulen erheben.

#### Sobieskitrakt
In einigen Räumen sind stuckierte Spiegelgewölbe aus dem 16./17. Jahrhundert.